# Belles-Fontaines
Belles-Fontaines es una comuna nueva francesa situada en el departamento de Alto Saona, de la región de Borgoña-Franco Condado.

## Historia
Fue creada el 1 de enero de 2025, en aplicación de una resolución del prefecto de Alto Saona de 9 de diciembre de 2024 con la unión de las comunas de Courchaton, Georfans y Vellechevreux-et-Courbenans, pasando a estar el ayuntamiento en la antigua comuna de Courchaton.

## Demografía
Según los datos aportados en la resolución del prefecto de Alto Saona, la comuna se crea con 614 habitantes.

## Composición
| Comuna delegada             | Código INSEE | Población (2022) | Superficie (km²) | Densidad (hab./km²) |
| --------------------------- | ------------ | ---------------- | ---------------- | ------------------- |
| Courchaton                  | 7018         | 445              | 13.53            | 30                  |
| Georfans                    | 70264        | 40               | 2.99             | 13                  |
| Vellechevreux-et-Courbenans | 70530        | 118              | 2.99             | 13                  |